# 温州市革命委员会
温州市革命委员会，简称温州市革委会，是文化大革命期间温州市行政机构。

## 历史
成立于1968年12月3日。中共温州市革命委员会核心小组1969年7月建立，1970年8月改为中共温州市核心小组，1971年12月撤销，同月召开中共温州市第四届代表大会，选出中共温州市第四届委员会。1973年3月恢复温州市人民法院。
1980年4月，市革命委员会改由浙江省人民政府直接领导。1981年9月22日，经国务院批准，温州地、市合并，成立温州市人民政府，实行市管县行政体制。

## 沿革
主任：毕庶璞（1968年12月-1973年1月）、胡景瑊（1973年1月-1975年10月）、张冰痕（1975年10月-1976年10月）
副主任：伏庆祥（1968年12月-1971年8月）、宋宗文（1968年12月-1971年8月）、史世忠（1968年12月-1971年8月）、陈树松（1968年12月-1977年3月）、唐维敏（1968年12月-1969年4月）、张学义、王洪利、孙辛里、英宜之、林一心、王夫三、戴广亮、宋吉祥、张济民、刘毅、陈辉、李裕林、袁长泽、方章勇